# Mark Ivanir
Mark Ivanir (Tchernivtsi, 6 de setembro de 1968) é um ator e dublador israelita conhecido pelas suas participações no cinema e na televisão, entre as mais famosas, no filme A Lista de Schindler (1993) e na série Away (2020).

## Biografia
Mark nasceu em em Tchernivtsi, na Ucrânia (antiga URSS). O seu pai era professor de inglês, e a sua mãe, professora de alemão. Em 1972, a sua família se mudou para Israel. Fez sua primeira atuação em em 1988 e tornou-se ator profissional em 2001.

## Vida pessoal
O ator é casado com Maya Raz, uma locutora das FDI. Tem duas filhas e reside com a sua família em Los Angeles.

## Filmografia

### Filme[8]
| Ano  | Título                           | Papel                                       | Ref.   |
| ---- | -------------------------------- | ------------------------------------------- | ------ |
| 1988 | Iron Eagle II                    | Mikhail Balyonev                            |        |
| 1989 | Berlin-Yerushalaim               | Dov Ben Gelman                              |        |
| 1991 | Delta Force 3: The Killing Game  | Pietre Ivanovich                            |        |
| 1993 | Schindler's List                 | Marcel Goldberg                             | [ 9 ]  |
| 2000 | The Man Who Cried                | Man in Sweatshop                            |        |
| 2001 | Hollywood Palms                  | Russian Mover                               |        |
| 2003 | Ish HaHashmal                    | Avraham Rutenberg                           |        |
| 2003 | Marines                          | Maj. Dmitri Kirilenko                       |        |
| 2004 | The Terminal                     | Goran                                       |        |
| 2005 | When Do We Eat?                  | Rafi                                        |        |
| 2005 | Mr. & Mrs. Smith                 | Dive Bar Patron                             |        |
| 2005 | The Cutter                       | Doctor Joseph                               |        |
| 2006 | Undisputed II: Last Man Standing | Gaga                                        | [ 10 ] |
| 2006 | The Good Shepherd                | Valentin Mironov #2                         |        |
| 2007 | The Hunting Party                | Boris                                       |        |
| 2008 | What Just Happened               | Johnny                                      |        |
| 2008 | Get Smart                        | Russian Guy in Bathroom                     |        |
| 2010 | Holy Rollers                     | Mendel Gold                                 |        |
| 2010 | Undisputed III: Redemption       | Gaga                                        |        |
| 2010 | The Human Resources Manager      | The HR Manager                              |        |
| 2010 | Bunraku                          | Eddie                                       |        |
| 2011 | 360                              | O Chefe                                     |        |
| 2011 | Johnny English Reborn            | Artem Karlenko                              |        |
| 2011 | The Adventures of Tintin         | Afghar Outpost Soldier / Secretário (vozes) |        |
| 2012 | Big Miracle                      | Dimitri                                     |        |
| 2012 | The Fourth State                 | Aslan                                       |        |
| 2012 | A Late Quartet                   | Daniel Lerner                               |        |
| 2016 | The Man Who Was Thursday         | Jack                                        |        |
| 2017 | Bye Bye Germany                  | Holzmann                                    |        |
| 2018 | Entebbe                          | Motta Gur                                   |        |
| 2019 | The Red Sea Diving Resort        | Barack Isaacs                               |        |
| 2020 | Kajillionaire                    | Stovik Mann                                 |        |
| 2022 | Rubikon                          | Dimitri Krylow                              |        |
| 2023 | Heart of Stone                   | King of Spades                              |        |
| 2024 | Emilia Pérez                     | Dr. Wasserman                               |        |
| 2025 | Idiotka                          | Samuel Levlansky                            |        |

### Televisão
| Ano       | Título                            | Papel                                          | Notas                                | Ref.   |
| --------- | --------------------------------- | ---------------------------------------------- | ------------------------------------ | ------ |
| 1995–1996 | Inyan Shel Zman                   | Doron                                          |                                      |        |
| 2001      | Walker, Texas Ranger              | French Mercenary                               | Episodio:"Blood Diamonds"            |        |
| 2001      | JAG                               | Capt. Yoel                                     | Episodio: "The Promised Land"        |        |
| 2007      | Close to Home                     | Nikolai Shevchenko                             | Episodio: "Internet Bride"           |        |
| 2008      | The Cleaner                       | Gaza                                           |                                      |        |
| 2009      | Dollhouse                         | Cyril                                          | Episodio: "The Gray Hour"            |        |
| 2009      | CSI: Miami                        | Gregor Kasparov                                | Episodio: "Seeing Red"               |        |
| 2010      | Im Angesicht des Verbrechens      | Andrej, Russian mobster                        |                                      |        |
| 2010      | Fringe                            | Roland David Barrett                           | Episodio: "Marionette"               |        |
| 2012–2015 | The Gordin Cell                   | Yaakov "Yasha" Lundin                          |                                      |        |
| 2012      | Transporter: The Series           | Sergei Zarov                                   | Episodio: "Payback"                  |        |
| 2013      | Grimm                             | Boris Myshkin                                  | Episodio: "Red Menace"               |        |
| 2013–2017 | Beauty and the Baker              | Tzvika Granot                                  |                                      |        |
| 2014      | Braquo                            | Levani Jordania                                |                                      |        |
| 2014      | The Blacklist                     | Ivan                                           | Episodio: "Ivan" (No. 88)            |        |
| 2014      | The Mentalist                     | Jan Nemic                                      | Episodio: "Orange Blossom Ice Cream" |        |
| 2014      | Crisis                            | Boris Makarov                                  | Episodio: "How Far Would You Come"   |        |
| 2015–2018 | Homeland                          | Ivan Krupin, Russian intelligence agent of SVR | Papel recorrente                     | [ 11 ] |
| 2017      | Madam Secretary                   | Timur Soroka                                   | Episodio: "Extraordinary Hazard"     |        |
| 2017      | Transparent                       | Nitzan                                         |                                      |        |
| 2017      | Salvation                         | Defense Minister Toporov                       |                                      |        |
| 2018      | Barry                             | Vacha / Ruslan                                 | Papel recorrente                     |        |
| 2018      | S.W.A.T.                          | Cohen                                          | Episode: Never Again                 |        |
| 2018      | American Horror Story: Apocalypse | Nicolau II                                     | Episodio: "Fire and Reign"           |        |
| 2019      | The New Pope                      | Bauer                                          |                                      |        |
| 2019      | For All Mankind                   | Mikhail Mikhailovich Vasiliev                  |                                      |        |
| 2020      | Away                              | Misha Popov                                    |                                      |        |
| 2020      | Nasdrovia                         | Aleksei                                        | [ 12 ]                               |        |
| 2022      | Babylon Berlin                    | Abe Gold                                       | Temporada 4                          |        |
| 2022      | Litvinenko                        | Alexender Goldfarb                             |                                      |        |
| 2023      | Pantheon                          | Yair Gispan                                    | Temporada 2                          |        |
| 2024      | Mayor of Kingstown                | Roman                                          | Temporada 3                          |        |
| 2025      | Zero Day                          | Natan                                          |                                      |        |

### Video games
| Ano  | Título                                   | Papel                               | Notas            | Ref. |
| ---- | ---------------------------------------- | ----------------------------------- | ---------------- | ---- |
| 2003 | SOCOM II U.S. Navy SEALs                 |                                     | Vozes adicionais |      |
| 2004 | Syphon Filter: The Omega Strain          | Jandran, Sok-ju Yang, CDP Soldier A |                  |      |
| 2005 | Psychonauts                              | Mikhail Bulgakov, Lungfish Zealot   |                  |      |
| 2005 | Call of Duty 2                           |                                     | Vozes adicionais |      |
| 2006 | Syphon Filter: Dark Mirror               |                                     | Vozes adicionais |      |
| 2006 | Gothic 3                                 |                                     | Vozes adicionais |      |
| 2006 | Tom Clancy's Splinter Cell: Double Agent |                                     | Vozes adicionais |      |
| 2006 | SOCOM U.S. Navy SEALs: Combined Assault  |                                     | Vozes adicionais |      |
| 2006 | Call of Duty 3                           | Ator                                | Vozes adicionais |      |
| 2007 | Blazing Angels 2                         |                                     | Vozes adicionais |      |
| 2007 | World in Conflict                        |                                     | Vozes adicionais |      |
| 2007 | Cars Mater-National Championship         | Yuri                                |                  |      |
| 2007 | Call of Duty 4: Modern Warfare           |                                     | Vozes adicionais |      |
| 2008 | The Bourne Conspiracy                    |                                     | Vozes adicionais |      |
| 2009 | 50 Cent: Blood on the Sand               |                                     | Vozes adicionais |      |
| 2010 | Metro 2033                               | Eugene, Miller                      |                  |      |
| 2011 | Ace Combat: Assault Horizon              | Russian Pilot                       |                  |      |
| 2011 | Battlefield 3                            | Solomon                             |                  |      |
| 2011 | Assassin's Creed: Revelations            | Prince Selim                        | Vozes adicionais |      |
| 2012 | Diablo III                               |                                     | Vozes adicionais |      |
| 2012 | Ghost Recon: Future Soldier              | Russian Bodark                      | Vozes adicionais |      |
| 2013 | Metro: Last Light                        | Pavel Igorevich                     |                  |      |
| 2014 | Wolfenstein: The New Order               | Set Roth                            |                  |      |
| 2015 | Call of Duty: Black Ops III              |                                     | Vozes adicionais |      |
| 2016 | World of Warcraft: Legion                |                                     | Vozes adicionais |      |
| 2016 | Call of Duty: Infinite Warfare           |                                     | Vozes adicionais |      |
| 2017 | Wolfenstein II: The New Colossus         | Set Roth                            |                  |      |
| 2019 | Metro Exodus                             | Krest                               | Vozes adicionais |      |
| 2019 | Call of Duty: Modern Warfare             | Russian soldiers                    | Vozes adicionais |      |
| 2020 | Call of Duty: Black Ops Cold War         | Dimitri Belikov                     |                  |      |
| 2021 | Call of Duty: Vanguard                   | Misha Petrov                        |                  |      |